# Etlingera maingayi
Etlingera maingayi (también conocida como la rosa malaya) es una especie de planta perenne perteneciente a la familia Zingiberaceae. Es originaria del sur de Tailandia y Malasia donde sus flores se comen como verduras.

## Descripción
E. maingayi alcanza un tamaño de menos de 2 metros de altura. Sus hojas son variables, con márgenes ondulados que emiten un olor agrio cuando se aplastan. Las hojas jóvenes son translúcidas y de color rojizo en ambos lados.

## Propiedades
Las hojas de E. maingayi contienen quelatos de ion ferroso y lípidos con actividad de inhibición de la peroxidación que son mucho más altas que las hojas jóvenes de Camellia sinensis. Las hojas de E. maingayi tienen el mayor rendimiento de aceite (1,320 mg / 100 g) que consiste principalmente de ácido láurico (45%) y ácido decanoico (43%). Es probable que el aroma amargo desagradable de las hojas cuando son trituradas pueda ser debido a estos dos ácidos. La grasa de las hojas de E. maingayi inhiben bacterias Gram-positivas.

## Taxonomía
Etlingera maingayi fue descrita por (Baker) R.M.Sm. y publicado en Notes from the Royal Botanic Garden, Edinburgh 43: 247. 1986.
Sinonimia
- Amomum maingayi Baker
- Etlingera maingayi var. longibracteata (Holttum) I.M.Turner
- Etlingera maingayi var. ovata C.K.Lim
- Hornstedtia maingayi (Baker) Ridl.
- Nicolaia maingayi (Baker) K.Larsen
- Phaeomeria maingayi (Baker) K.Schum.
- Phaeomeria maingayi var. longibracteata Holttum[7]